# Gilles Müller
Gilles Müller (ur. 9 maja 1983 w Luksemburgu) – luksemburski tenisista, reprezentant w Pucharze Davisa, olimpijczyk z Londynu (2012) i Rio de Janeiro (2016).

## Kariera tenisowa
Grając jeszcze jako junior Müller w 2001 roku wygrał juniorską edycję wielkoszlemowego US Open, pokonując w finale Jimmy’ego Wanga. W tym samym roku osiągnął również finał juniorskiego Wimbledonu, a sezon zakończył na szczycie rankingu wśród juniorów. Tegoż samego roku rozpoczął karierę zawodową.
W grze pojedynczej do największych osiągnięć Müllera zalicza się awans do ćwierćfinałów US Open 2008 i Wimbledonu 2017. W zawodach rangi ATP World Tour Müller wygrał 2 turnieje z ośmiu rozegranych finałów.
W grze podwójnej Müller osiągnął 2 finały turniejów ATP World Tour.
W roku 2000 Müller zadebiutował w reprezentacji Luksemburga w Pucharze Davisa. Rozegrał dla zespołu 73 mecze (singel i debel), z których 56 wygrał.
Müller ma w swoim dorobku 2 złote medale igrzysk małych państw Europy. W 2003 roku na Malcie zdobył je w grze pojedynczej i grze podwójnej. W deblu startował razem z Mikiem Scheidweilerem.
W 2012 roku zagrał na igrzyskach olimpijskich w Londynie w konkurencji gry pojedynczej. Doszedł do 2. rundy, w której poniósł porażkę z Denisem Istominem. Podczas turnieju w Rio de Janeiro (2016) awansował do 3. rundy gry pojedynczej, w której został wyeliminowany przez Roberta Bautistę-Aguta.
W 2018 roku ogłosił zakończenie kariery zawodowej.
W rankingu gry pojedynczej Müller najwyżej był na 21. miejscu (31 lipca 2017), a w klasyfikacji gry podwójnej na 74. pozycji (1 maja 2017).

### Finały w turniejach ATP World Tour
| Legenda                                      |
| -------------------------------------------- |
| Wielki Szlem                                 |
| Igrzyska olimpijskie                         |
| Tennis Masters Cup / ATP Finals              |
| ATP Masters Series / ATP Tour Masters 1000   |
| ATP International Series Gold / ATP Tour 500 |
| ATP International Series / ATP Tour 250      |

#### Gra pojedyncza (2–6)
| Końcowy wynik | Nr | Data             | Turniej          | Nawierzchnia | Przeciwnik          | Wynik finału            |
| ------------- | -- | ---------------- | ---------------- | ------------ | ------------------- | ----------------------- |
| Finalista     | 1. | 22 sierpnia 2004 | Waszyngton       | Twarda       | Lleyton Hewitt      | 3:6, 4:6                |
| Finalista     | 2. | 31 lipca 2005    | Los Angeles      | Twarda       | Andre Agassi        | 4:6, 5:7                |
| Finalista     | 3. | 22 lipca 2012    | Atlanta          | Twarda       | Andy Roddick        | 6:1, 6:7(2), 2:6        |
| Finalista     | 4. | 13 czerwca 2016  | ’s-Hertogenbosch | Trawiasta    | Nicolas Mahut       | 4:6, 4:6                |
| Finalista     | 5. | 17 lipca 2016    | Newport          | Trawiasta    | Ivo Karlović        | 7:6(2), 6:7(5), 6:7(12) |
| Zwycięzca     | 1. | 14 stycznia 2017 | Sydney           | Twarda       | Daniel Evans        | 7:6(5), 6:2             |
| Finalista     | 6. | 7 maja 2017      | Estoril          | Ceglana      | Pablo Carreño-Busta | 2:6, 6:7(5)             |
| Zwycięzca     | 2. | 18 czerwca 2017  | ’s-Hertogenbosch | Trawiasta    | Ivo Karlović        | 7:6(5), 7:6(4)          |

#### Gra podwójna (0–2)
| Końcowy wynik | Nr | Data            | Turniej  | Nawierzchnia | Partner       | Przeciwnicy                        | Wynik finału      |
| ------------- | -- | --------------- | -------- | ------------ | ------------- | ---------------------------------- | ----------------- |
| Finalista     | 1. | 2 sierpnia 2015 | Atlanta  | Twarda       | Colin Fleming | Bob Bryan Mike Bryan               | 6:4, 6:7(2), 4–10 |
| Finalista     | 2. | 8 stycznia 2017 | Brisbane | Twarda       | Sam Querrey   | Thanasi Kokkinakis Jordan Thompson | 6:7(7), 4:6       |